# Neomonecphora laurentana
Neomonecphora laurentana är en insektsart som beskrevs av Victor Lallemand 1949. Neomonecphora laurentana ingår i släktet Neomonecphora och familjen spottstritar. Inga underarter finns listade i Catalogue of Life.